# Mapacho (película)
Mapacho es una película de Perú de 2019, ópera prima del director peruano Carlos Marín.
La película, estrenada en cines comerciales de varias ciudades del Perú el 17 de octubre de 2019, cuenta la historia del triángulo amoroso entre Mapacho, un joven mototaxista mapero, Marcia, una peluquera transgénero, y Karina, una madre soltera.

## Producción
Mapacho fue producida por Cayumba Cine, y filmada en Pucallpa, una de las principales ciudades de la selva peruana. La música, en su mayoría cumbia amazónica, estuvo a cargo de Rafo Ráez, mientras que la fotografía fue de Alberto Venero Guzmán, quien pretendió emular el universo colorido del artista visual Christian Bendayán.
En 2020 encabezó la cartelera de la edición virtual del Outfest Perú.

## Reparto
El reparto de Mapacho, integrado por actrices transgénero, lo componen:
- Fernando Cobeñas - Félix "Mapacho"
- Daniela Salas - Karina
- Valeria Ochoa - Marcia
- Gully Quiroz
- Yahaira Valles
- Christian Esquivel
- Liliana Alegría

## Festivales
La película ha participado en los siguientes festivales de cine:
- Festival de Cine de Lima
- Festival de Cine de Trujillo - Mención especial del jurado
- Outfest Perú

## Premios y nominaciones
| Año  | Lugar         | País | Categoría                                                      | Nominada/o    | Resultado | Notas |
| ---- | ------------- | ---- | -------------------------------------------------------------- | ------------- | --------- | ----- |
| 2019 | Premios Luces | Perú | Mejor actriz                                                   | Valeria Ochoa | Nominada  | [ 8 ] |
| 2020 | Outfest Perú  | Perú | Mejor interpretación en competencia Largometraje Internacional | Valeria Ochoa | Ganadora  |       |